# Модель Бэбкока

Эволюция магнитного поля Солнца в модели Бэбкока. I — вблизи минимума 11-летнего цикла, III — вблизи максимума

Модель Бэбкока — феноменологическая физическая модель, качественно описывающая наблюдаемую картину циклической эволюции магнитных полей и солнечных пятен на поверхности Солнца.
Она была предложена в 1961 году американским астрономом Х. У. Бэбкоком и состоит в следующем.
- В начале 22-летнего цикла магнитное поле Солнца поле имеет вид диполя, ось которого ориентирована вдоль оси вращения Солнца.
- Силовые линии поля неподвижны относительно обладающей высокой проводимостью солнечной плазмы («вморожены» в неё).
- Вращение Солнца дифференциально: так, скорость на экваторе на 20 % больше, чем на полюсах (один синодический оборот на экваторе происходит примерно за 27 дней). Эта особенность вращения Солнца и «вмороженность» линий поля приводят к тому, что по мере вращения линии поля, изначально направленные вдоль меридианов, закручиваются в широтном направлении.
- При этом поле увеличивает свою напряжённость, и магнитная плавучесть поднимает трубки магнитного поля к солнечной поверхности. При поднятии этих трубок над поверхностью фотосферы в ней формируются биполярные области.
- Из-за подавления конвекции в области всплывших сильных магнитных полей температура и яркость этих областей уменьшается. Таким образом, формируются солнечные пятна, которые выглядят тёмными на более яркой поверхности фотосферы.
- Головное (расположенное западнее) пятно биполярной области имеет ту же полярность, что и общее дипольное магнитное поле в данном полушарии, хвостовое (расположенное восточнее) пятно — противоположную полярность.
- Головные пятна биполярных областей преимущественно сдвигаются к экватору, магнитные поля этих пятен в разных полушариях противоположны и аннигилируют вблизи экватора.
- Хвостовые пятна движутся к полюсам соответствующих полушарий. Так как их полярность противоположна полярности поля вблизи полюса, при этом общий дипольный момент Солнца уменьшается.
- Процесс формирования и движения солнечных пятен продолжается до тех пор, пока полярность солнечного диполя не изменится на противоположную. Цикл этого изменения занимает около 11 лет. Ещё через 11 лет, в конце 22-летнего цикла, дипольное поле возвращается к своему исходному состоянию.
- Магнитные поля пятен вблизи экватора время от времени ослабевают, происходит приток корональной плазмы, который увеличивает внутреннее давление и формирует «магнитный пузырь», который может взорваться и вызывать корональные выбросы массы с образованием корональной дыры, линии магнитного поля в которой открыты в пространство. Такие выбросы являются источником высокоскоростного солнечного ветра.
- Пересоединения магнитных полей ведут к преобразованию их энергии в тепловую энергию плазмы и вызывают излучения в дальней ультрафиолетовой и рентгеновской области.

Позднее модель Бэбкока развил американский астрофизик Р. Лейтон (англ. Robert B. Leighton) — предложенную им модель часто называют «моделью Бэбкока-Лейтона». В отличие от Бэбкока, удовлетворившегося построением чисто качественной модели, Лейтон создал полуколичественную модель цикла солнечной активности, опираясь на данные фактических наблюдений Солнца, но используя также и решение уравнений магнитной гидродинамики. В отличие от модели Бэбкока, модель Лейтона учитывает связь между активными процессами на различных широтах Солнца, магнитное поле в ней никогда не является чисто полоидальным (то есть направленным в меридиональном направлении), а зона пятнообразования не только смещается к экватору, но и расширяется с ходом 11-летнего цикла. Наконец, в модели Лейтона не требуется введение магнитных силовых трубок.